# داربست (معماری)

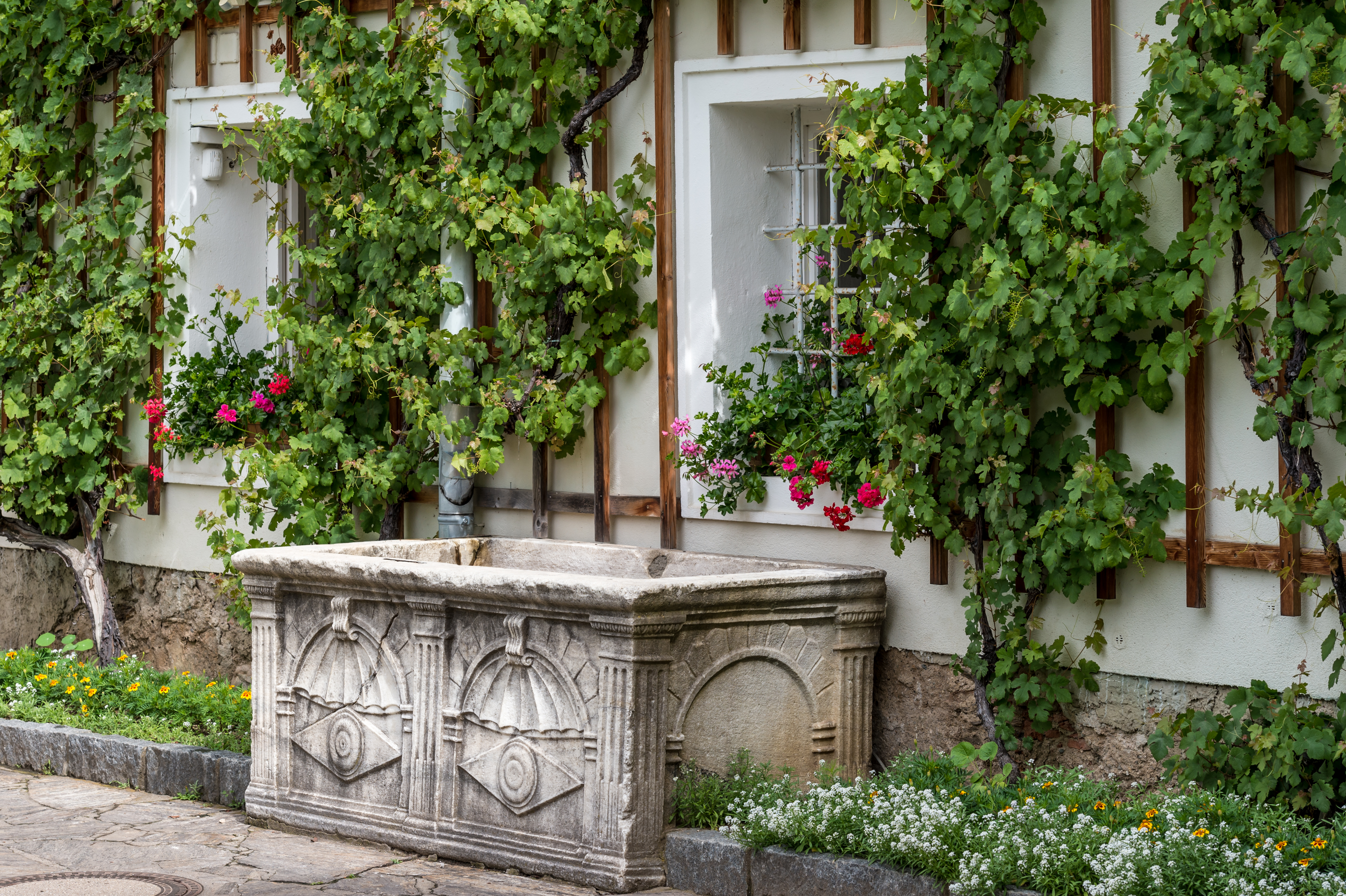
داربست در حیاط صومعه ورنبرگ (Wernberg)، کرنتن، اتریش

داربست (انگلیسی: Trellis)، (چفته‌مو) یک سازه معماری است که معمولاً از چارچوب یا شبکه‌ای (Latticework) باز از قطعات چوبی، بامبو یا فلزی در هم تنیده یا متقاطع ساخته می‌شود که معمولاً برای حمایت و نمایش گیاهان بالارونده، به‌ویژه درختچه‌ها ساخته می‌شود.

## انواع
انواع مختلفی از داربست برای مکان‌های مختلف و برای گیاهان مختلف وجود دارد، از انواع کشاورزی، به‌ویژه صنعت موکاری که در سیستم‌های آموزشی تاک (Vine training) پوشش داده می‌شود، تا مصارف باغی برای بالارونده‌ها مانند انگور، کلماتیس، عشقه و رزهای بالارونده یا سایر پایه‌های حمایتی گیاهان در حال رشد.
داربست رز مخصوصاً در اروپا و سایر مناطق گل رز رایج است و بسیاری از گونه‌های رز بالارونده برای رسیدن به پتانسیل خود به‌عنوان گیاهان باغی نیاز به داربست دارند. برخی از گیاهان بدون نیاز به کمک مصنوعی زیادی بالا می‌روند و خود را دور یک داربست می‌پیچند، در حالی که برخی دیگر با عبور دادن شاخه‌های در حال رشد از داخل داربست و یا بستن آنها به چارچوب نیاز به آموزش دارند.

## کاربردها
داربست‌ها را می‌توان به‌عنوان پانل‌هایی نیز نامید که معمولاً از قطعات چوبی در هم تنیده ساخته می‌شوند که به نرده‌ها یا سقف یا دیوارهای بیرونی ساختمان متصل می‌شوند. آلاچیق معمولاً به پرگولا (Pergola) گفته می‌شود که به‌صورت افقی بالاتر از ارتفاع سر گذاشته می‌شود تا یک "سقف" جزئی در باغ ایجاد کند (آلاچیق‌ها در محیط‌های کشاورزی نیز استفاده می‌شوند).

## تاریخچه
این داربست در ابتدا برای حمایت از درخت انگور در نظر گرفته شده بود که نام آن را می‌دهد: lat Trichila (باغچه سبز). اگرچه مشخص نیست که داربست کجا اختراع شده است، در ادبیات و آثار گیاه‌شناسی در طول تاریخ از آن نام برده شده است. پلینی جوان، در قرن اول و دوم، در برخی از نامه‌های خود در مورد باغ‌ها، در مورد داربست‌ها نوشت. در قرن نوزدهم، همچنین والت ویتمن به داربست در شعر خود: به من خورشید پر زرق و برق و خاموش را به من بده، اشاره نموده است.
از داربست برای حمایت از درختچه‌ها در گلدان استفاده می‌شد، همچنین برای جدا کردن جاده‌ها از بیشه‌ها و بخش‌های متنوع باغ‌های سبزیجات. این نوع نرده‌ها توسط باغبانان ساخته شده است. هنگامی که هنر باغبانی توسط آندره لونوتر و ژول هاردوئن مانسار به کمال رسید، داربست به یک وسیله تزئینی تبدیل شد و به کارگران خاصی به نام چفته‌موبندها سپرده شد. آنها تا سال ۱۷۶۹ که به شرکت نجاران پیوستند، به‌صورت جداگانه کار کردند. چفته‌موبند باید حداقل مفاهیم اولیه و اصول معماری و هنر دو ویژگی را داشته باشد.
یک داربست می‌تواند به‌عنوان یک گالری، رواق، اتاق یا عناصر مختلف معماری طراحی شود و بنابراین به معماری باغ مرتبط با محوطه‌سازی تبدیل شود. در قرن بیستم، معماران منظر مانند ادوارد فرانسوا، لوئیس دانکن، و ژیل کلمان (Gilles Clment)، از داربست استفاده می‌کردند و همچنین هنرمندانی مانند نیلز اودو (Nils Udo) یا ژان مکس آلبرت (Jean Max Albert) که خلاقیت‌های فضایی آنها به هنر خاکی، هنر مکان‌ویژه یا مجسمه‌سازی محیطی (Environmental sculpture) تعلق دارد. . ژان مکس آلبرت به احتمالات داربست در هنرهای تجسمی اشاره می‌کند: "داربست امکان تماس بصری عناصر بیرونی و درونی را فراهم می‌کند. به ما اجازه می‌دهد تا درون و بیرون یک سازه را با هم مشاهده کنیم. نیمه‌شفافیت طرح‌ها امکان خوانش همزمان حجم‌های تلفیق‌شده را فراهم می‌کند.

## نگارخانه

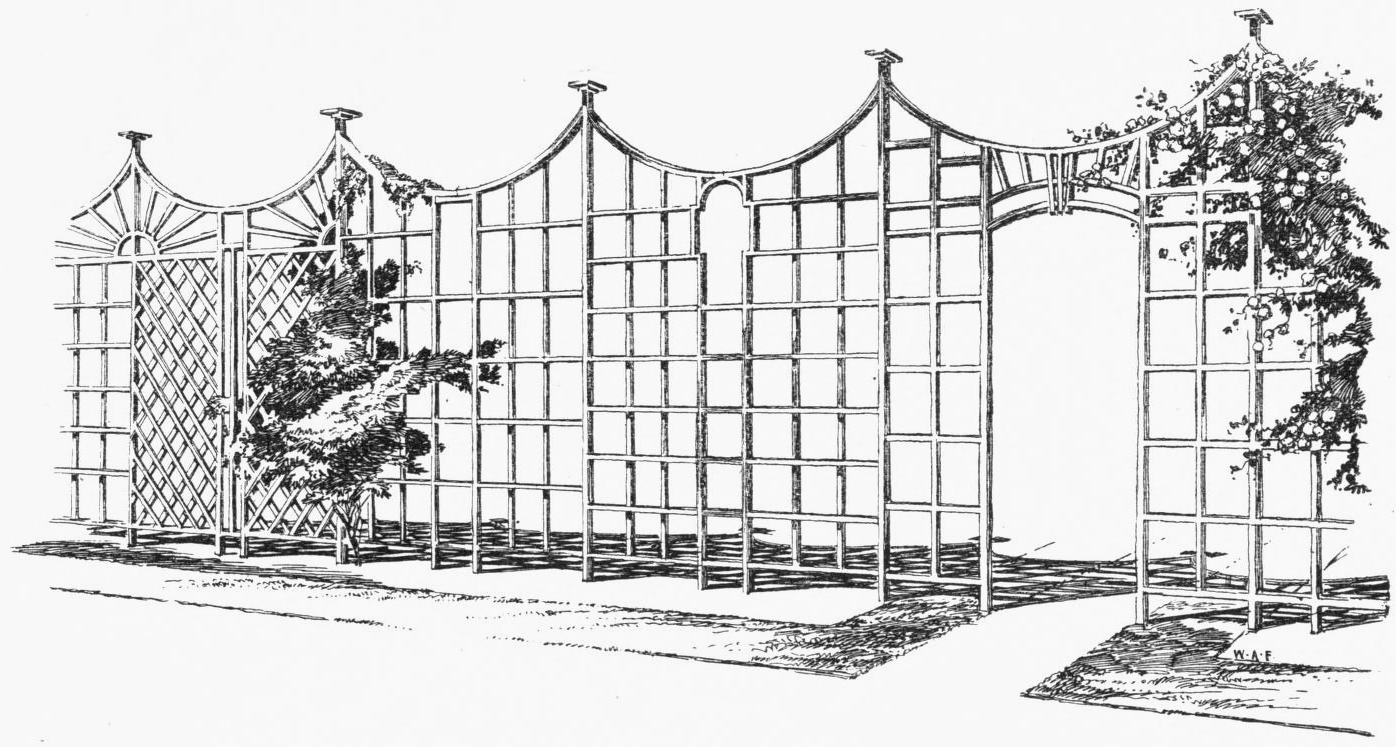
چهار سبک داربست
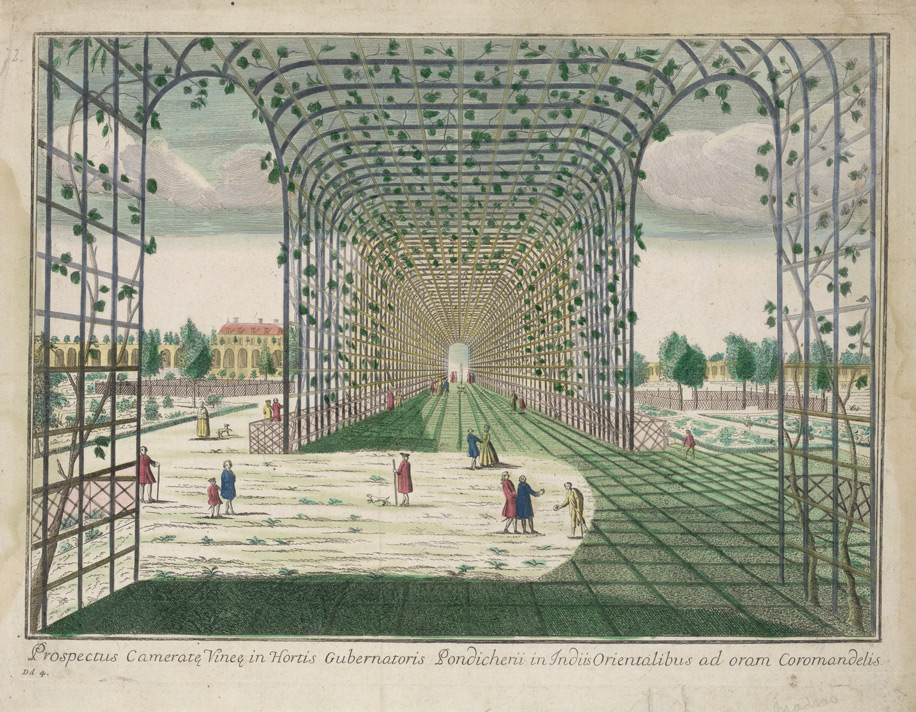
داربست گذرگاه طاق‌دار که از درخت انگور در هند فرانسه حمایت می‌کند.
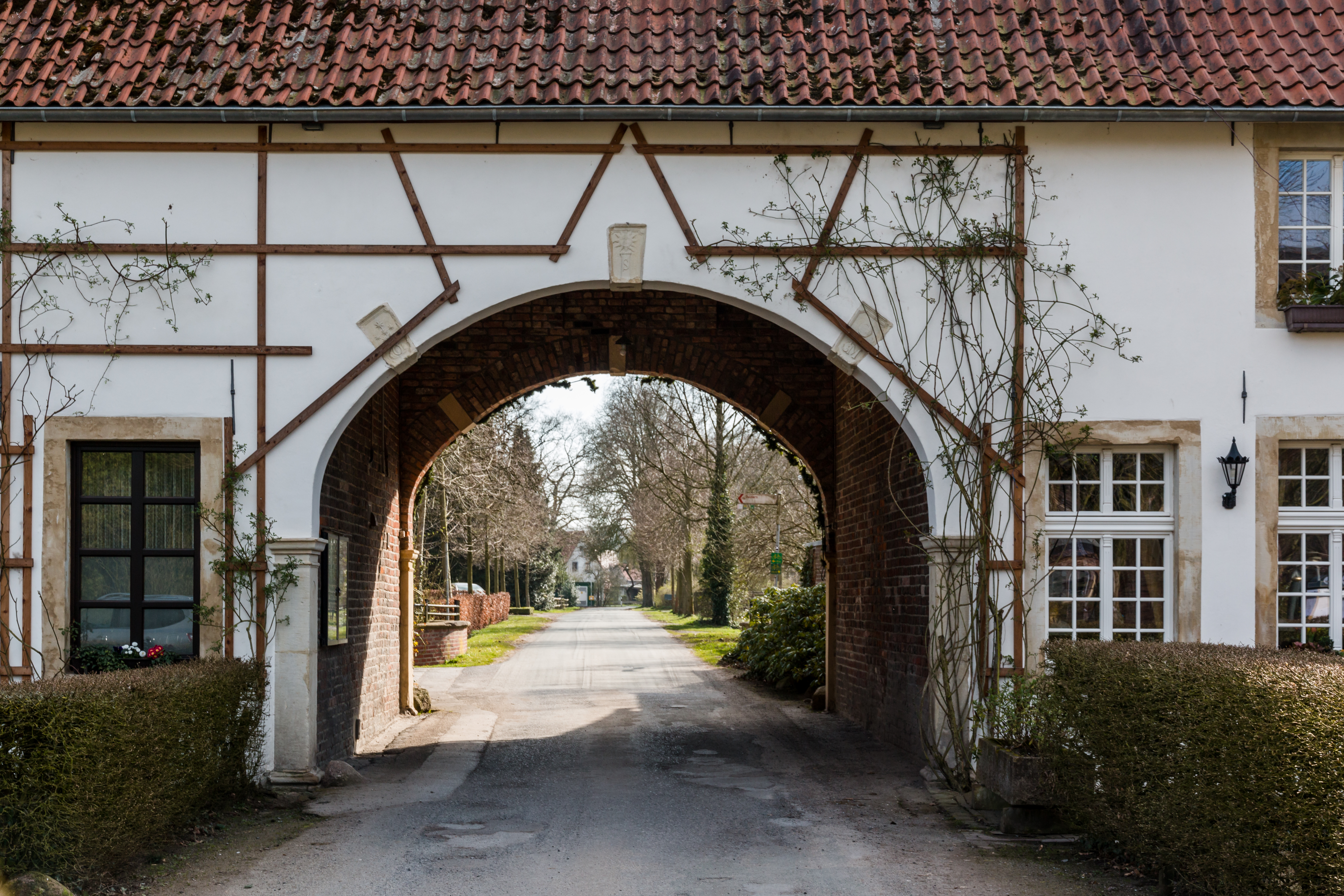
دروازه شرقی در کارتائوس وددن، نوردراین-وستفالن، آلمان
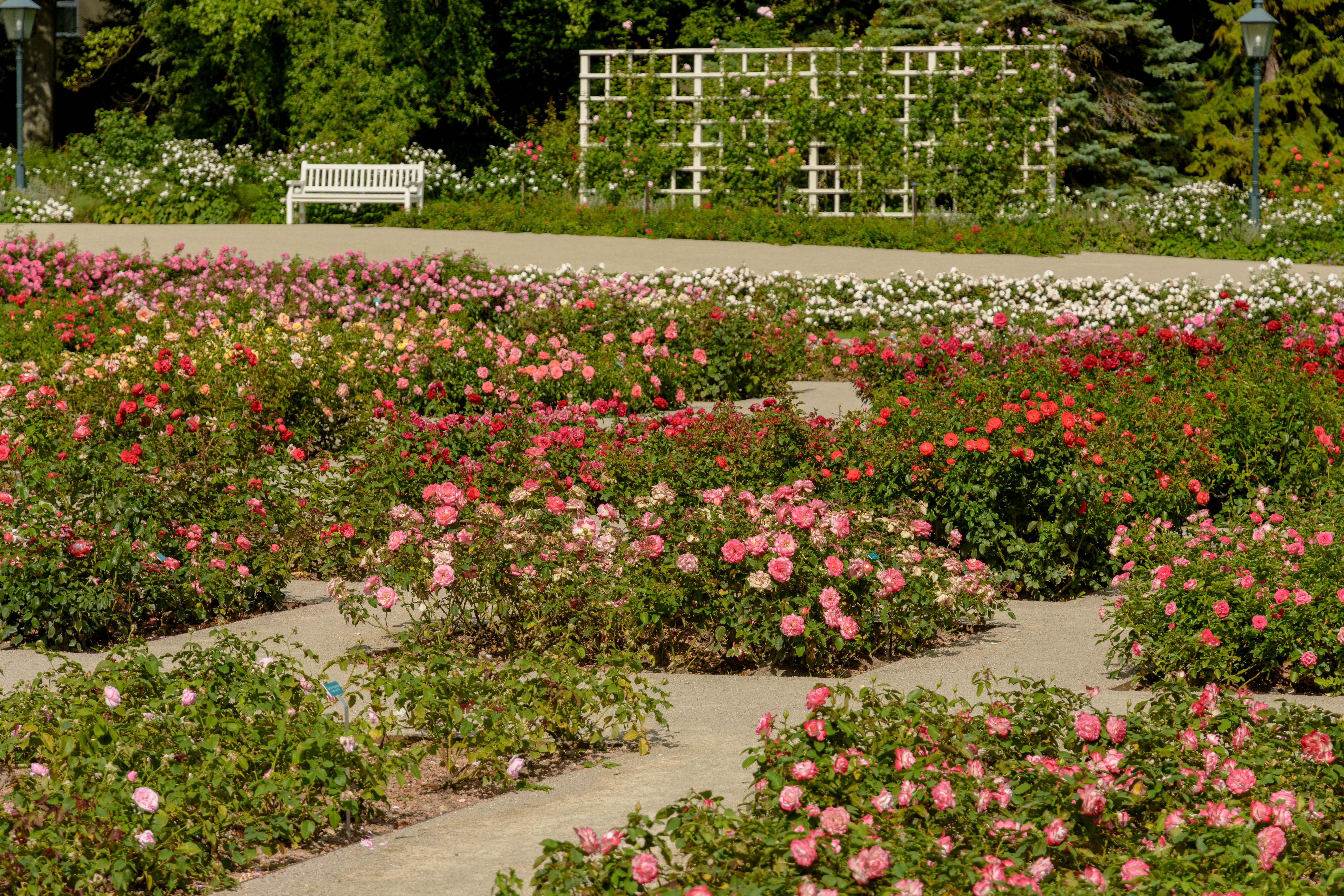
داربست در دوبلهافپارک با رزگاه در بادن بی وین، نیدراسترایش اتریش
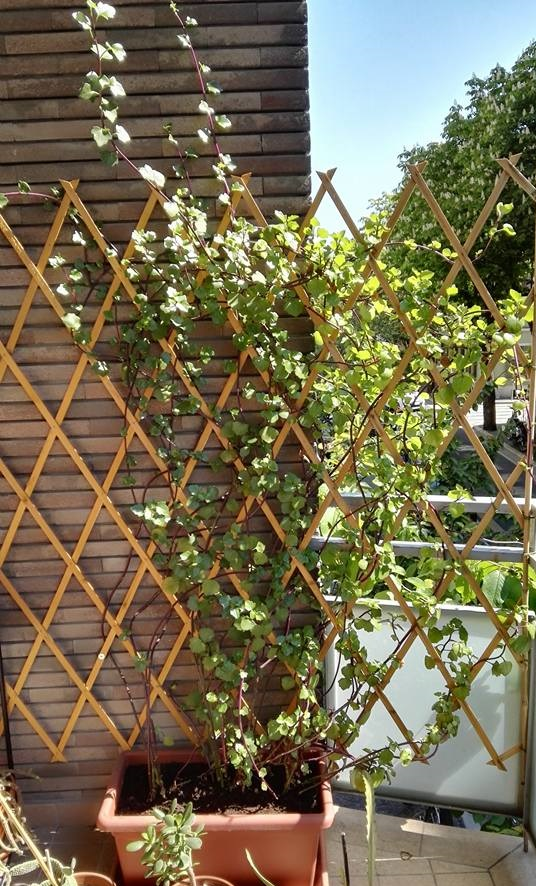
پیرگیاه آنگولا (Senecio angulatus) در حال رشد روی یک داربست چوبی در ایتالیا